# Лаго-Наки
Лаго-На́ки (Лагона́ки; адыг. Лэгъо-Накъ) — плато на Западном Кавказе на высоте до 2 200 метров (средняя высота около 2 000 метров), известное альпийскими лугами.

## Общие сведения

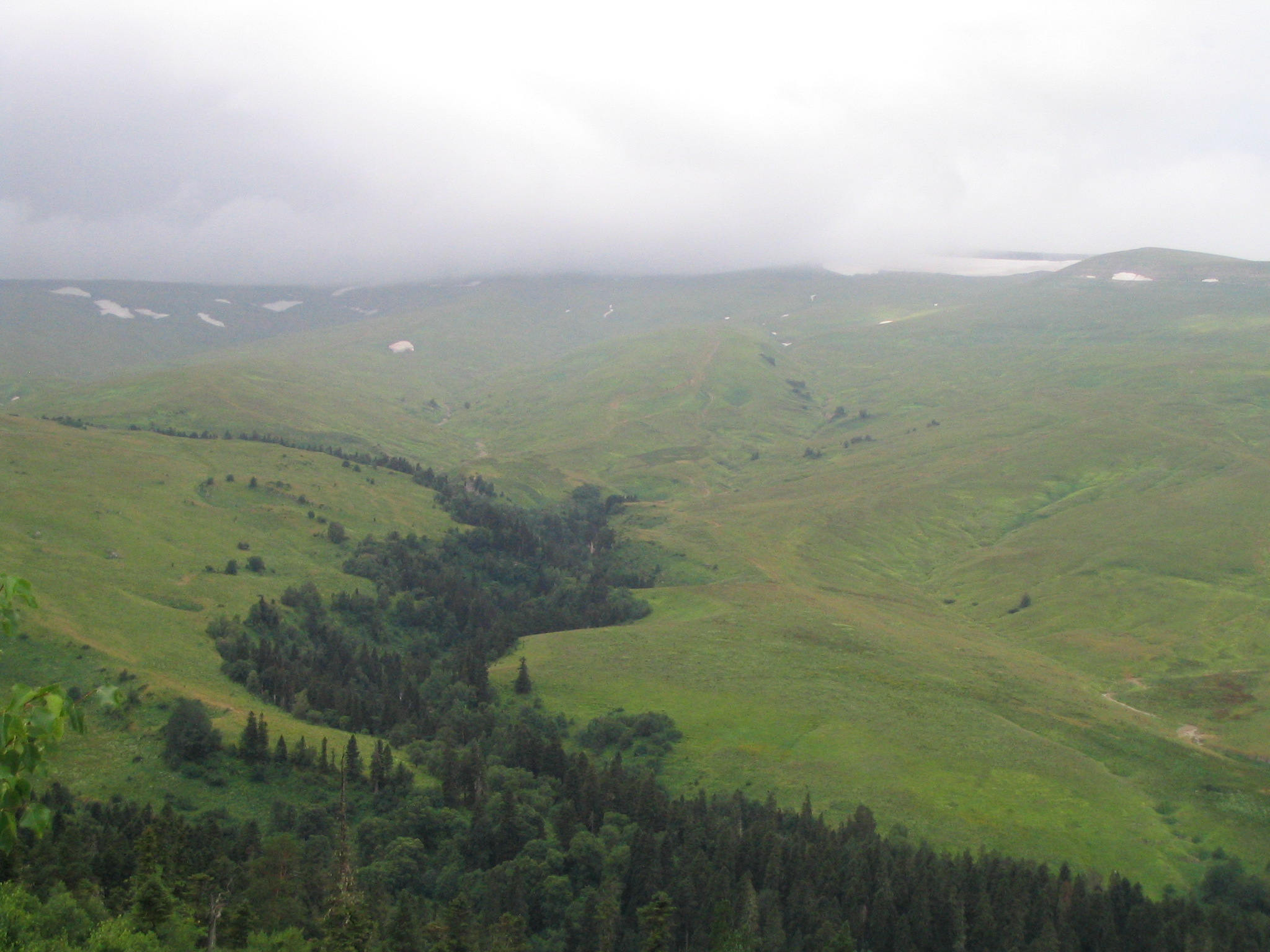
Лаго-Наки в начале лета

Название плато получило от адыг. лъэгапӏэнэкӏы — «возвышенность без растительности».
Практически вся территория административно входит в Майкопский район Адыгеи, небольшие участки в северной части (в долине реки Курджипс) и в западной (склоны горы Мессо) — в Апшеронский район Краснодарского края.
Территория, за исключением участков, расположенных в Апшеронском районе, входит в состав Кавказского заповедника. Плато было передано заповеднику согласно постановлению правительства республики Адыгея от 13 августа 1992 года № 234 «О передаче Кавказскому государственному биосферному заповеднику высокогорного пастбища Лаго-Наки»
Туристическая база с горнолыжным склоном. Через плато проходил всесоюзный туристский маршрут № 30, ныне «Эколого-туристический маршрут 1». В пределах плато по долинам рек сохранились реликтовые самшитовые леса.
Развиты карстовые процессы. Воронки. Неподалёку — Большая и Малая Азишские пещеры.

## География

Плато Лаго-Наки

Плато расположено между хребтом Каменное море (на востоке) и горой Мессо (на западе). На юго-западе примыкает Фишт-Оштенский горный массив. Сложено мощной пологозалегающей толщей рифогенных известняков юрского возраста. Верховья рек и мелкие ручьи прорезают известняки с образованием узких глубоких каньонов с отвесными обрывами высоты до 10 метров и более. Многочисленные каньоны и каменные моря затрудняют передвижение.
С плато берут начало реки Белая, Курджипс и Цица.

## Флора
Рододендрон кавказский, низкий стелющийся можжевельник, лютик, незабудка, валериана, тимьян, сосна, берёза, самшит, бук.